# Posse de Castelo Branco

Humberto Castelo Branco, agora presidente do Brasil, recebe a faixa presidencial.

O militar Humberto Castelo Branco, mais conhecido somente como Castelo Branco, foi empossado como presidente do Brasil no dia 15 de abril de 1964, juntamente ao vice-presidente José Maria Alkmin. A sua posse marcou o início do Regime Militar na política brasileira. Castelo Branco foi eleito de forma indireta, através de um "Colégio Eleitoral".

## Antecedentes
Desde a crise de 1964, quando houve forte pressão da UDN, a política brasileira caminhava para uma radicalização polarizada, na qual muitos grupos extremistas conservadores, apoiados por militares, ganharam notoriedade na política nacional, em detrimento de partidos de viés esquerdista, que constantemente passavam por impasses políticos em razão das ideologias defendidas. A pressão continuou até mesmo no governo de João Goulart, que assumiu após a renúncia precoce de Jânio Quadros. Durante seu governo, Goulart se dispôs a orquestrar reformas, como no setor agrário, no setor administrativo e no setor cambial, que geraram fortes debates, principalmente pelo caráter nacionalista e pela maior influência que o Estado teria sobre os setores da sociedade, algo semelhante ao que aconteceu durante o Governo Vargas, em 1951. Além da polarização que tomava a política brasileira, seu governo foi marcado por conspirações em volta de um discurso comunista e de uma suposta tentativa de golpe, o que não foi exatamente comprovado por historiadores. Uma das evidências dessa pressão foi um período de parlamentarismo no Brasil, no qual o Poder Executivo foi dividido entre João Goulart, presidente eleito, e Tancredo Neves, que atuou como uma espécie de primeiro-ministro, havendo mais dois primeiros-ministros ao longo desse período. Em 1963, um plebiscito retornou o presidencialismo no país, até 1964.
Dadas as condições da época, com o país sofrendo altos índices de inflação e o governo sofrendo pressão de grupos conservadores, que não concordavam com as reformas de Jango, e de grupos de esquerda, que pressionavam o político para que as adotasse, além da conspiração comunista, em 13 de março de 1964, Goulart discursou, em frente a mais de 100 mil pessoas, e ratificou o seu almejo pelo seu projeto de reforma de bases. Pouco tempo depois, após protestos da protestos da população, como a Marcha da Família com Deus pela Liberdade, e articulações que insinuavam um golpe, o presidente deixou oficialmente o posto de presidente do Brasil em 2 de abril de 1964, o que foi o estopim para a tomada de poder. Interinamente, Ranieri Mazzilli assumiu a presidência do Brasil até a consolidação de Castelo Branco como presidente do país, que venceu as eleições de maneira indireta, organizada pelos parlamentares do Congresso Nacional, vencendo de maneira quase unânime.

## Atos solenes
Após a eleição feita no plenário do Congresso Nacional, Castelo Branco, agora eleito presidente do Brasil, foi levado à Brasília por uma aeronave das Forças Armadas, sendo, posteriormente, conduzido ao Congresso Nacional para assinar o termo de posse, por meio de um automóvel.
Ao chegar ao local, o presidente foi amplamente aplaudido pelo plenário, fazendo seu primeiro discurso como presidente do país. Em seguida, foi conduzido ao Palácio do Planalto para dar continuidade às formalidades.
No Palácio do Planalto, o presidente interino Ranieri Mazzilli fez um breve discurso sobre a autenticidade das eleições e fez previsões acerca do futuro da nação. Posteriormente, Ranieri passou a faixa presidencial a Castelo Branco, que recebeu os cumprimentos de todos que estiveram na cerimônia. Encerradas as formalidades, o presidente Castelo Branco, o vice-presidente José Maria Alkmin e os presidentes da Câmara dos Deputados, do Senado e do STF assistiram a um desfile militar.

## Discurso de posse
Depois de vencer a eleição, o presidente Castelo Branco recitou um curto discurso de posse no plenário da Câmara dos Deputados, onde foi feita a eleição. Nele o político e militar ratificou que manteria e defenderia os preceitos da Constituição Federal e os ideais cívicos da nação brasileira. Também citou seu comprometimento em entregar um país harmônico socialmente.
Ainda fez mais um breve discurso no Palácio do Planalto, no qual fez citações à situação política atual do Brasil, reiterou-se como presidente do país e agradeceu a Ranieri Mazzilli pelos serviços prestados.